# Фрунзик Мкртчян
Мхер Мкртчян, псевдоним на Фрунзик (Мхер) Мушеги Мкртчян (на арменски: Ֆրունզիկ (Մհեր) Մուշեղի Մկրտչյան, Фрунзик (Мгер) Мушеги Мкртчян, на руски: Фр унзик (Мгер) Мушег ович Мкртчян Фрунзик (Мгер) Мушегович Мкртчян; * 4 юли 1930 г. в Ленинакан, Арменска ССР, СССР; † 29 декември 1993 г. в Ереван, Армения) е съветски и арменски театрален и филмов актьор от арменска националност.

## Биография
Мкрчян е роден в Ленинакан, сега Гюмри, в Армения. Прякорът му Фрунсик е резултат от възхищението на майка му към комунистическия революционен лидер Михаил Фрунзе. Първите си опити с театър, като придобива опит по време на репетиции на самодейния състав в клуба на местната текстилна фабрика, където от 1945 г. работи и като асистент по екранна техника за самодейния състав. От 1947 г. той официално става актьор в градския театър на Ленинакан „Мравян“. От 1951 до 1956 г. учи в Ереванския институт за драматично изкуство. След като завършва института през 1956 г., е приет в театралната група на академичния театър в Ереван. По същото време той започва първите си филмови записи. Първият филм с негово участие „В поисках адресата“ или „В търсене на приемника“, който излиза по кината през 1955 г. Той демонстрира особен талант в комедиите и става известен в целия Съветски съюз, по-специално чрез филма „Мимино“ през 1977 г. Популярността му дори довежда до факта, че той успява да живее в Армения практически без пари поради постоянните покани на срещи. Но личният му живот трябва да бъде описан като трагичен. Трите му нещастни брака, психическите заболявания на втората му съпруга Донара и сина им Васген го карат да изпадне в депресия и да се отдаде на алкохола. Неговият брат е цитиран да казва, че Мхер Мкрчиян съзнателно е търсил смъртта, защото, изглежда, не е намерил щастие в живота. Брат му Алберт Мкртчян го намира мъртъв в апартамента в Ереван на 29 декември 1993 г. Погребението на 31 декември 1993 г. е посрещнато с голямо съчувствие от арменското население.